# 基勒
基勒（英語：Keeler）可以指：
- 凯茜·基勒（英語：Kathy Keeler，1956年11月3日－），美国前女子赛艇运动员。
- 鲁比·基勒（英語：Ruby Keeler，1909年8月25日－1993年2月28日），加拿大和美国女演员和歌手。
- 威廉·亨利·基勒（英語：William Henry Keeler；1931年3月4日－2017年3月23日），美国天主教神父级红衣主教。

|  | 本页或本分段罗列了姓氏为「基勒」的人物。 如果是一个指代特定个人的内链将您引导到本页，請考慮修正該人物的名字以將链接指向正確的條目。 |